# 德卓镇
德卓镇是中华人民共和国贵州省毕节市赫章县下辖的一个行政建制镇。
2017年11月9日，贵州省人民政府批复同意撤销德卓乡，设置德卓镇，撤乡设镇后行政区域和政府驻地不变。

## 行政区划
德卓镇下辖以下村级行政区划单位：
德卓村、柏杨村、水炉村、坝塘村、堰联村、炉元村、中营村、大营村、胜营村、马路村、元角村、田坝村、沙泥村和尖山村。